# Ingvild Wetrhus Thorsvik
Ingvild Wetrhus Thorsvik (nascida a 19 de novembro de 1991) é uma política norueguesa.
Ela foi eleita representante no Storting pelo círculo eleitoral de Vest-Agder para o período 2021-2025, pelo Partido Liberal. Ela é membro do Comité Preparatório de Credenciais para o período 2021-2025.